# 钓鱼台水库 (围场)
钓鱼台水库是中国河北省承德市围场满族蒙古族自治县境内的一座水库，位于滦河系伊逊河上，建于1972年。水库正常库容为580万立方米，集雨面积为160平方千米，海拔为69.6米。